# Ольховик, Анатолий Владимирович
Анатолий Владимирович Ольховик (23 февраля 1949, Невельск, Сахалинская область — 28 января 2009, Москва) — советский футболист, нападающий; тренер.
Бо́льшую часть карьеры провёл в командах низших лиг «Локомотив» Абакан (1968—1969), «Старт» Ангарск (1970—1971, 1972—1973), «Искра» Смоленск (1971, 1979—1980), «Автомобилист» Красноярск (1974), «Уралмаш» Свердловск (1975), СКА Хабаровск (1976—1977). В 1978 году сыграл четыре игры в высшей лиге за ЦСКА.
В 1980-х годах работал тренером в «Искре». В 1991—1994 — главный тренер. В 2001 году — главный тренер новомосковского «Дона».
Сын Максим также футболист.
Скончался в 2009 году на 60-м году жизни.